# Abeliophyllum distichum
Abeliophyllum distichum (englisch: White Forsythia), deutsch auch Schneeforsythie  genannt, ist die einzige Art von Abeliophyllum, einer damit monotypischen Pflanzengattung in der Familie der Ölbaumgewächse (Oleaceae). Dieser Endemit der Koreanischen Halbinsel ist an einigen Naturstandorten gefährdet. In der Vergangenheit wurden bereits viele Habitate dieser Art von ihren Bewunderern zerstört. Der Gattungsname wurde wahrscheinlich zu Ehren des englischen Arztes und Botanikers Clarke Abel (1789 – 1826) gewählt.
Nach Lee und Park (1982) ist die Art mit Fontanesia eng verwandt, auf Basis der ITS-Sequenzen ist sie jedoch eher den Forsythien zugehörig (K. Kim 1998).

## Beschreibung

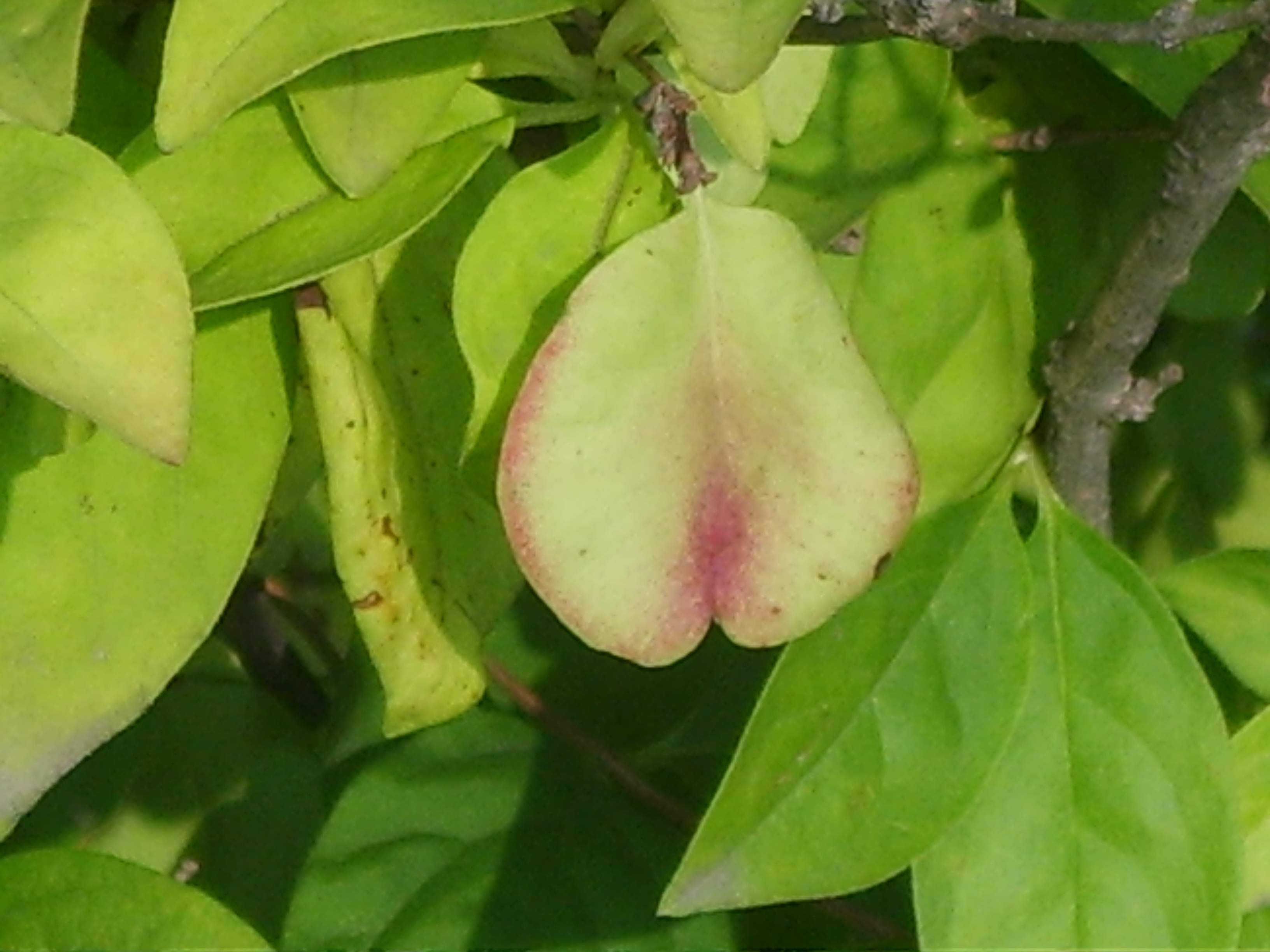
Flügelnuss und Laubblätter

Abeliophyllum distichum ist ein sommergrüner Strauch mit vierkantigen Stämmen und erreicht Wuchshöhen von 1 Meter oder mehr. Die gegenständig angeordneten Laubblätter sind in Blattstiel und Blattspreite gegliedert. Der Blattstiel ist 5 bis 6 mm lang. Die einfache Blattspreite ist bei einer Länge von 6 bis 10 cm und einer Breite von 3 bis 4,5 cm lanzettlich bis eiförmig-länglich. Sowohl Blattoberseite wie auch Blattunterseite sind behaart.
Die Blütezeit liegt im Frühjahr, bevor die ersten neuen Blätter erscheinen. Die seitenständigen, traubigen Blütenstände besitzen eine dunkelviolette Blütenstandsachse (Rhachis). Die duftenden Blüten sind vierzählig. Die vier weißen oder blass pinkfarbenen Kronblätter sind etwa 1 cm lang. Die bei einem Durchmesser von 2 bis 3 cm runde Flügelnuss enthält jeweils einen Samen je Samentasche.
Die Chromosomenzahl beträgt 2n = 28.

## Verbreitung und Lebensraum
Abeliophyllum distichum tritt nur an sieben Fundorten im mittleren Südkorea auf, ein Vorkommen in Nordkorea ist unbestätigt. Abeliophyllum distichum ist disjunkt verbreitet, jede Subpopulation besteht aus 40 bis 200 Individuen.
Sie kommt in felsigen Gebieten mit trockener Oberfläche und feuchtem Untergrund, häufig unter Japanischer Rotkiefer, Myrtenblättriger Eiche oder Japanischer Kastanien-Eiche vor.

## Nutzung
Abeliophyllum distichum wird wegen der weißen, duftenden Blüten weitverbreitet als Zierpflanze angepflanzt.